# Hardver-illesztőprogram

A Gallium3D és a Direct Rendering Infrastructure (Mesa 3D) hardver-illesztőprogram modellek

A hardver-illesztőprogramok, eszközmeghajtók vagy driverek olyan számítógépes programok, melyek lehetővé teszik más programok számára a számítógép hardvereszközeivel való kommunikációt.
Más szavakkal az illesztőprogram vagy egy interfész (köztes elem) az eszközzel való kommunikációban, vagy emulálja az eszközt. Az illesztőprogramok általában egy adatbuszon vagy azon a kommunikációs  alrendszeren keresztül érik el a hardvereszközt, ahová az csatlakozik.
Mikor egy program előhív egy szubrutint az illesztőprogramból, az illesztőprogram utasításokat küld a hardvereszköz felé, majd amikor az eszköz küld vissza adatot, az illesztőprogram hív elő (szub)rutinokat a programban.
Az illesztőprogramok hardverfüggőek és rendszerspecifikusak. Általában kezelik azokat a megszakításokat, amelyek az aszinkron időfüggő hardvercsatoláshoz szükségesek lehetnek.

## Célja
Az eszközillesztő fő célja az absztrakció biztosítása azáltal, hogy átalakítóként működik a hardver eszköz és az azt használó alkalmazás vagy operációs rendszer között. A programozók magasabb szintű alkalmazáskódot írhatnak a végfelhasználók által használt bármilyen hardvertől függetlenül. Például egy soros porttal kölcsönhatásban lévő fejlett alkalmazásnak csak két funkciója lehet: "adatok küldése" és "adatok fogadása". Alsó szinten az ezeket a funkciókat megvalósító eszközillesztők kommunikálni fognak egy, a felhasználó számítógépére telepített saját soros port vezérlővel. A 16550 UART vezérléséhez szükséges parancsok meglehetősen különböznek az FTDI soros port átalakító vezérléséhez szükséges parancsoktól, de mindegyik hardverspecifikus eszközillesztõ ugyanarra (vagy hasonló) szoftver interfészre vonja össze ezeket a részleteket.

## Fejlődés
Az eszközillesztők írásához mélyreható megértésre van szükség arról, hogy a hardver és a szoftver hogyan működik egy adott platformfunkciónál. Mivel az illesztőprogram futtatásához alacsony szintű hozzáférésre van szükség a hardveres funkciókhoz, az illesztőprogram általában rendkívül privilegizált környezetben fut. Ha probléma lép fel, az a rendszer működési problémáit okozhatja. Ezzel szemben a modern operációs rendszereken a legtöbb felhasználói szintű szoftver leállítható, anélkül, hogy a rendszer többi részére jelentős hatást gyakorolna. Ha az eszközt helytelenül programozták, még a felhasználói módban futtatott illesztőprogram is összeomolhat. Ezek a tényezők megnehezítik és veszélyessé teszik a problémák diagnosztizálását. 
Ezért az illesztőprogramok írásának feladata általában a szoftverfejlesztőkre vagy a hardverfejlesztő vállalatoknál dolgozó számítógépes mérnökökre tartozik. Ennek oka, hogy jobb hardvertervezési információval rendelkeznek, mint a legtöbb kívülálló. Ezenkívül hagyományosan úgy gondolják, hogy a hardvergyártók érdeke annak biztosítása, hogy ügyfeleik a lehető legjobban tudják használni hardverüket. Általában a logikai eszközillesztőket (LDD) az operációs rendszerek gyártói írják, a fizikai eszközillesztőket (PDD) pedig az eszközgyártók. Az elmúlt években azonban a nem gyártók nagyszámú eszközillesztőt írtak saját tulajdonú eszközökhöz, főleg ingyenes és nyílt forráskódú operációs rendszerek számára. Ebben az esetben nagyon fontos, hogy a hardvergyártó információkat szolgáltasson arról, hogyan kommunikál az eszköz. Bár ezeket az információkat ki lehet nyerni mérnöki visszafejtés útján, a hardver sokkal nehezebb, mint a szoftver.
A Microsoft egy új illesztőprogram-fejlesztési keretrendszer létrehozásával próbálta csökkenteni a helytelenül írt eszközillesztők okozta rendszer instabilitását. Ide tartozik a User Mode Driver Framework (UMDF) is, amely felhasználói módú illesztőprogramokként ösztönzi bizonyos típusú illesztőprogramok fejlesztését - főleg olyanok fejlesztését, amelyek üzenetrögzítő protokollokat valósítanak meg eszközükkel való kommunikáció céljából. Ha az ilyen illesztőprogramok meghibásodnak, nem okoznak instabilitást a rendszerben. A kernel-mode driver keretrendszer (KMDF) továbbra is lehetővé teszi a kernel-mode eszközillesztők fejlesztését, de megkísérli az ismert problémákat okozó funkciók szabványos megvalósítását, ideértve az I/O műveletek törlését, az energiagazdálkodást és a plug-and-play támogatását az eszközökön.
Az Apple nyílt forráskódú keretrendszerrel rendelkezik az illesztőprogramok fejlesztésére a macOS-on, I/O Kit néven.
Linux környezetben a programozók eszközmag-illesztőprogramokat készíthetnek a kernel részeként, önmagában betölthető modulként, vagy felhasználói módú illesztőprogramként (bizonyos rendszermag-interfészekkel rendelkező eszközök, például USB-eszközök számára). A Makedev felsorolja az eszközök listáját a Linuxban, beleértve a ttyS (terminál), az lp (párhuzamos port), a hd (lemez), a hurok és a hang (ezek közé tartozik a keverő, a szekvenszer, a dsp és az audio). 
A Microsoft Windows .sys fájlok és a Linux .ko fájlok tartalmazhatnak betölthető eszközillesztőket. A betölthető eszközillesztők előnye, hogy csak szükség esetén tölthetők be és tölthetők le, így spórolva a rendszermag memóriáját.

## Kernel mód és felhasználói mód
Az eszközillesztők, különösen a modern Microsoft Windows platformokon, kernel módban (0 csengés x86-os processzorokon[forrás?]) vagy felhasználói módban (3. csengés x86-os CPU-n[forrás?]) futtathatók. Az illesztőprogram felhasználói módban történő futtatásának fő előnye a stabilitás javítása, mert a helytelenül megírt felhasználói módú eszközillesztők nem fogják összeomlani a rendszert a rendszermag memóriájának felülírásával. Másrészről, a felhasználó / kernel mód átalakítása általában jelentős teljesítményt eredményez, így a kernel módú illesztőprogramok az első választás az alacsony késésű hálózatoknál.
A rendszermag területet a felhasználói modul csak rendszerhívások segítségével érheti el. A végfelhasználói programok, mint például a UNIX shell vagy más GUI-alapú alkalmazások, a felhasználói tér részét képezik. Ezek az alkalmazások a rendszermag által támogatott funkciók révén lépnek kapcsolatba a hardverrel.

## Alkalmazások
A felhasználói modulok csak rendszermeghívások segítségével férhetnek hozzá a kern-térhez. A végfelhasználói programok (például UNIX-héjak vagy más GUI-alapú alkalmazások) a felhasználói tér részét képezik. Ezek az alkalmazások a kernel által támogatott funkciókon keresztül lépnek kapcsolatba a hardverrel.
- Nyomtatók
- Video adapterek
- Hálózati kártyák
- Hangkártyák
- Különböző típusú helyi buszok - különösen a modern rendszereken történő buszok használatához
- Különböző típusú alacsony sávszélességű I / O buszok (mutatóeszközökhöz, például egerekhez, billentyűzetekhez stb.)
- Számítógépes tárolóeszközök, például merevlemez, CD-ROM és hajlékonylemez buszok ( ATA, SATA, SCSI, SAS )
- Támogatás megvalósítása különböző fájlrendszerekhez
- Képolvasók
- Digitális kamerák

Az eszközillesztők absztrakciójának általános szintjei a következők:
- Hardver esetén:
  - Közvetlen interfész
  - Írás vagy olvasás eszközvezérlő regiszterbe
  - Néhány magasabb szintű interfész (pl Video BIOS )
  - Másik alacsonyabb szintű eszközillesztő használata (pl. Fájlrendszer-illesztőprogramok lemezmeghajtókat használva)
  - A hardveres munka szimulálása, miközben egészen mást csinál [8]
- Szoftverhez:
  - Az operációs rendszer közvetlen hozzáférésének lehetővé tétele a hardver erőforrásokhoz
  - Csak primitívek megvalósítása
  - Interfész megvalósítása nem illesztőprogram-szoftverekhez (pl TWAIN )
  - Néha meglehetősen magas szintű nyelv (pl PostScript )

Ezért az adott hardverhez megfelelő eszközillesztő kiválasztása és telepítése általában a számítógépes rendszerkonfiguráció kulcsfontosságú eleme. 
A virtuális eszközillesztő az eszközillesztő meghatározott változatát képviseli. Hardvereszközök szimulálására szolgálnak, különösen virtualizált környezetekben, például amikor DOS program fut Microsoft Windows számítógépen, vagy amikor vendég operációs rendszer fut Xen gazdagépen. A virtuális eszközillesztő nem engedi, hogy a vendég operációs rendszer beszéljen a hardverrel, hanem ellentétes szerepet játszik és szimulálja a hardvert, hogy a vendég operációs rendszer és a virtuális gépben futó illesztőprogramok illúziót teremtsenek a valódi hardver eléréséről. . A vendég operációs rendszer hardver elérésére tett kísérleteit a fogadó operációs rendszer virtuális eszköz-illesztőprogramjaira irányítják, például a funkcióhívásokra. A virtuális eszközillesztő szimulált processzor szintű eseményeket (például megszakításokat) is küldhet a virtuális gépre.
A virtuális eszközök nem virtualizált környezetben is futhatnak. Például virtuális hálózati adaptereket használnak virtuális magánhálózatokhoz, és virtuális lemezes eszközöket használnak az iSCSI-hez. A virtuális eszközillesztőre jó példa a Daemon Tools.
A virtuális eszközillesztőknek számos változata létezik, például VxD, VLM és VDD.

## Nyílt forráskódú illesztőprogramok
- Grafikus eszközillesztő
- Nyomtatók: CUPS
- RAID-fájlok: CCISS [10] (Compaq parancssori felület az SCSI-3 támogatáshoz [11] )
- Szkennerek: SANE
- Videó: Vidix, Direct Rendering Infrastructure

A gyakran használt eszközillesztők Solaris-leírásai:
- fas: Gyors / széles SCSI vezérlő
- hme: Gyors (10/100 Mbit / s) Ethernet
- isp: Differenciál SCSI vezérlők és a SunSwift kártya
- glm: (Gigabaud Link modul [12] ) UltraSCSI vezérlők
- scsi: SCSI (Small Computer Serial Interface) eszközök
- sf: soc + vagy socal Fibre Channel választott hurok (FCAL)
- soc: SPARC Storage Array (SSA) vezérlők és a vezérlő eszköz
- socal: Soros optikai vezérlők az FCAL számára (soc +)

## API-k
- Windows Display Driver Model (WDDM) - a grafikus megjelenítő illesztőprogram architektúrája Windows Vista, Windows 7, Windows 8 és Windows 10 rendszerekhez .
- Egységes hangmodell (UAM) [13]
- Windows Driver Foundation (WDF)
- Deklaratív összetett hardver (DCH) - univerzális Windows Platform illesztőprogram [14]
- Windows illesztőprogram-modell (WDM)
- Network Driver Interface Specification (NDIS) - szabványos hálózati kártya illesztőprogram API
- Advanced Linux Sound Architecture (ALSA) - as of 2009  a szokásos Linux hang-illesztő felület
- Scanner Access Now Easy (SANE) - egy nyilvános felület a raszteres képolvasó-hardverhez
- Telepíthető fájlrendszer (IFS) - fájlrendszer API az IBM OS / 2 és a Microsoft Windows NT számára
- Open Data-Link Interface (ODI) - az NDIS-hez hasonló hálózati kártya API
- Uniform Driver Interface (UDI) - egy platformon átívelő illesztőprogram-interfész projekt
- Driver Framework (dxd) - C ++ nyílt forráskódú, cross-platform meghajtó keretrendszer a KMDF és az IOKit számára[15]

## Azonosítók
A PCI buszon vagy USB-n lévő eszközöket két azonosító azonosítja, és mindegyik azonosító 4 hexadecimális számjegyből áll. A szállítóazonosító azonosítja az eszköz szállítóját. Az eszközazonosító egy adott eszközt azonosít az adott gyártótól/szállítótól.
A PCI-eszköz általában rendelkezik egy azonosító párral az eszköz fő chipjéhez és egy alrendszer azonosító párral, amely azonosítja a szállítót, amely eltérhet a chip gyártójától.